# I Don't Even Know Myself
I Don't Even Know Myself est une chanson du groupe britannique The Who, parue en 1971.

## Caractéristiques
Les paroles décrivent les états d'âme d'un narrateur qui ne veut pas être pris pour ce qu'il n'est pas. L’auteur Pete Townshend explique : « J'ai écrit une ou deux chansons dans une période où les gens écrivaient des analyses étendues de ma personnalité et des trucs comme ça. Et j'ai pensé : Allez vous faire voir. Je ne me connais pas, comment pouvez-vous me connaître ? »
Cette chanson présente des guitares acoustiques, une guitare électrique slide en plus de l'équipement habituel des Who. Lors du refrain, on peut entendre Keith Moon frapper sur un woodblock, rappelant ainsi Magic Bus. L'ambiance de la chanson est mi-boogie, mi-country, mais gardant toujours la marque de fabrique du groupe. 
Ce titre fut enregistré aux studios Olympic en mai-juin 1971. D'abord prévue pour un EP, cette chanson parut finalement sur la face B de Won't Get Fooled Again, sous le nom de Don't Know Myself. Pete Townshend l'a écrite avant un concert de 1970, au Concertgebouw d'Amsterdam.
Des versions live peuvent être trouvées sur Live at the Isle of Wight Festival 1970 et sur l'édition deluxe de Who's Next. La version studio est disponible dans les bonus de l'édition remastérisée de Who's Next.

## Sources et liens externes
- Notes
- Paroles
- Tablatures pour guitare